# Battagia
I Battagia (talvolta anche Battaggia, Battaglia o Battaja) furono una famiglia patrizia veneziana, annoverati fra i Patrizi non veneziani.

## Storia
Il casato dei Battagia era originario di Cotignola, in Romagna, località allora controllata dal ducato di Milano.
Famiglia di condottieri, per benemerenze nei confronti della Repubblica e per i servigi militari prestati a quest'ultima, furono aggregati al patriziato veneto nel 1439 e in seguito insigniti della nobiltà il 13 ottobre 1500 nella persona di Pietro Antonio Battagia. Altre fonti riportano, invece, che quest'ultimo fosse il capitano del castello di Cremona, a servizio del duca Ludovico Sforza nel 1499, e che «per l'amor che portava alla Repubblica di Venezia le consegnò il Castello: per il quale benefizio fu ricevuto nella Veneta Nobiltà 'l 1500, in settembre».
Dopo la caduta della Repubblica, il governo imperiale austriaco conferì loro la conferma della patente di nobiltà con Sovrana Risoluzione del 1º dicembre 1817.

## Membri illustri
- Michele Battagia, detto Battaglin († 1500), capitano di ventura;
- Ludovico Battagia, detto Battagin († 1535), capitano di ventura, figlio del precedente;
- Pietro Antonio Battagia, detto Battaglion (XVI secolo), capitano di ventura, fratello del precedente;

## Luoghi e architetture
- Palazzo Battagia, a Mira;
- Palazzo Belloni Battagia, a Santa Croce
- Villa Battagia, a Treviso;
- Villa Valier Battagia, a Silea.